# Elena Maccanti
Elena Maccanti (Torino, 5 febbraio 1971) è una giornalista e politica italiana.

## Biografia
Nata il 5 febbraio 1971 a Torino, dov'è cresciuta e risiede nel quartiere di Santa Rita, è una giornalista pubblicista dal 1998 e professionista dal 2017, dipendente del consiglio regionale del Piemonte e madre di due figlie: Valentina e Beatrice.
Dopo la maturità classica conseguita nel 1989 presso il liceo classico Massimo d'Azeglio, si è iscritta alla facoltà di lettere moderne dell’Università di Torino, Indirizzo Tecniche della Comunicazione, dove si è laureata nel 1995 con il massimo dei voti (110/110) con una tesi in Retorica e Stilistica dal titolo "Le argomentazioni politiche tra Prima e Seconda Repubblica".
Durante gli anni universitari frequenta il biennio della scuola di giornalismo Carlo Chiavazza, dove nel 1993, poco più che ventenne si avvicina alla Lega Nord di Umberto Bossi, incuriosita dal suo progetto federalista. Si è occupata dell'ufficio stampa nella segreteria di Gipo Farassino prima, e del gruppo regionale della Lega poi; in quegli anni ha seguito la politica subalpina per alcune testate locali radiofoniche (Radio Veronica One) e televisive (Tele Alpi) e ha collaborato con il quotidiano La Padania fin dalla sua nascita.
Militante della Lega Nord dal 2003, ha ricoperto le cariche di vice-segretario provinciale dal 2006 al 2008 e segretario cittadino di Torino dal 2008 al 2014.
Alle elezioni politiche del 2008 si candida alla Camera dei deputati, dove viene eletta nelle liste della Lega Nord nella circoscrizione Piemonte 1. Nel corso della XVI legislatura ha fatto parte della 7ª Commissione Cultura, scienza e istruzione della Camera.
Si candida alle elezioni regionali in Piemonte del 2010 per la Lega Nord nella listino dell'allora capogruppo leghista a Montecitorio Roberto Cota,  candidato presidente per il centrodestra, venendo eletta consigliere. L'11 maggio 2010 si dimette dall'incarico di deputata, perché viene nominata assessore con deleghe regionali agli enti locali, sicurezza e polizia locale nella giunta del presidente della Regione Piemonte Roberto Cota, venendo sostituita da Davide Cavallotto.
Il 6 luglio 2012 viene nominata vicesegretario federale della Lega Nord (assieme a Giacomo Stucchi e Federico Caner) dal nuovo segretario federale Roberto Maroni.
Il 20 marzo 2013 lascia la giunta regionale del Piemonte, dove al suo posto subentra il collega di partito Riccardo Molinari.
Alle elezioni politiche del 2018 viene rieletta alla Camera nelle liste della Lega nel collegio plurinominale Piemonte 1 - 01. Nel corso della XVIII legislatura ha fatto parte della 9ª Commissione Trasporti, poste e telecomunicazioni della Camera, dal 2018 al 2020 della Giunta per il Regolamento e dal 2020 della Commissione parlamentare per l'indirizzo generale e la vigilanza dei servizi radiotelevisivi.
Nell’ottobre 2021 si candida in Consiglio comunale a Torino, dove viene eletta con 1189 preferenze. Dal novembre 2021 è capogruppo della Lega in Sala Rossa.
Alle elezioni politiche del 2022 viene candidata per la coalizione centrodestra ed eletta nel collegio uninominale Piemonte 1 - 03 (Collegno) con il 39,94%, superando Davide Gariglio del centrosinistra (31,20%) e Luca Carabetta del Movimento 5 Stelle (14,59%).

## Procedimenti giudiziari
Il 14 luglio 2014 ha patteggiato una pena di un anno per concorso in peculato nella nota vicenda Rimborsopoli che aveva visto coinvolti diversi Consiglieri Regionali.